# Фридрих Франц IV (великий герцог Мекленбург-Шверина)
Фридрих Франц IV Мекленбург-Шверинский (нем. Friedrich Franz IV von Mecklenburg-Schwerin; 9 апреля 1882, Палермо — 17 ноября 1945, Фленсбург) — последний великий герцог Мекленбург-Шверинский с 10 апреля 1897 года (в 1897—1901 годах под опекой своего дяди, регента герцога Иоганна Альбрехта, с 1901 года — самостоятельно). Прусский генерал кавалерии (13 сентября 1911).

## Биография
Фридрих Франц — сын великого герцога Фридриха Франца III и великой княгини Анастасии Михайловны, правнук российского императора Николая I. Родился в Палермо, где его родители проживали практически круглогодично по состоянию здоровья отца. Фридрих Франц, как и его отец, учился в дрезденской гимназии. По примеру отца осенью 1900 года Фридрих Франц поступил на юридический факультет Боннского университета. С семьёй часто гостил в Петербурге у своего деда, великого князя Михаила Николаевича.
Придя к власти в Мекленбург-Шверине, Фридрих Франц вместе с министрами правительства пытался провести в жизнь реформу мекленбургской конституции, которая предусматривала сословное представительство в ландтаге. Эти планы столкнулись с жёстким противостоянием со стороны местных сословий и Мекленбург-Стрелица.
В Первую мировую войну Фридрих Франц, несмотря на своё звание генерала кавалерии не осуществлял командования войсками. Как правитель, он посещал мекленбургские части на Западном фронте. С 1915 года в Мекленбурге стали наблюдаться проблемы со снабжением, тем не менее великий герцог Фридрих Франц не отказывал себе в роскошной жизни в военное время. Он с сомнениями относился к провозглашению в Германской империи войне до победного конца. В 1917 году Фридрих Франц выступал против радикализации военного командования, по его мнению войну следовало прекратить на переговорах.
После самоубийства великого герцога Адольфа Фридриха VI, последнего правителя из стрелицкой линии Мекленбургского дома, Фридрих Франц управлял Мекленбург-Стрелицем на правах регента вплоть до Ноябрьской революции. Осенью 1918 года Фридрих Франц не вполне отдавал себе отчёт в серьёзности положения центральных держав, поэтому выступал против предлагаемого Верховным командования перемирия и не чувствовал приближения революции. 14 ноября одним из последних среди германских монархов Фридрих Франц отрёкся от престола за себя и свою династию и эмигрировал в Данию. В результате Ноябрьской революции имущество Мекленбургского дома было национализировано. В качестве компенсации в 1919 году Фридриху Францу вернули охотничий замок Гельбензанде, где он проживал до 1921 года. 
Затем Фридрих Франц обитал до 1945 года во дворце Людвигслюст, также оставшийся в собственности герцогской династии.
В 1945 году герцогская семья вместе с наследным принцем Кристианом Людвигом бежала от наступавшей советской армии во Фленсбург. Семья проживала в замке Глюксбург. Фридрих Франц заболел и умер в отсутствие лечения и от недоедания. Эмигрировать в Данию к сестре Александрине, как планировалось ранее, не удалось.

## Потомки
7 июня 1904 года женился на принцессе Александре Брауншвейг-Люнебургской. В этом браке родились:
- Фридрих Франц (1910—2001)
- Христиан Людвиг (1912—1996)
- Ольга (1916—1917)
- Тира (1919—1981)
- Анастасия (1922—1979).